# Rabaul (vulcano)
Il vulcano Rabaul è una grande caldera situata sulla punta della Gazelle nella Nuova Britannia Orientale in Papua Nuova Guinea. Il nome deriva dalla città di Rabaul, distrutta nel 1994 dall'eruzione simultanea del Tavurvur e Vulcano, due delle molte bocche eruttive della caldera. Parte della caldera è sommersa. È noto in Italia oltre che per la devastante eruzione del 1994 per essere un vulcano con caratteristiche simili ai Campi Flegrei.
Gli edifici vulcanici più noti sono Vulcano e gli stratovulcani Rabalanakaia e Tavurvur.
Nel 1937 Vulcano e Tavurvur eruttarono simultaneamente uccidendo 507 persone. Questo evento ha portato alla fondazione dell'Osservatorio vulcanologico di Rabaul.
Nel 1994 si è verificata una nuova forte eruzione congiunta di Tavurvur e Vulcano, che ha portato gli abitanti ad abbandonare Rabaul e al trasferimento del capoluogo della Nuova Britannia Orientale a Kokopo. Altre eruzioni si sono registrate nel 2006 e nel 2009, con attività ancora in corso.

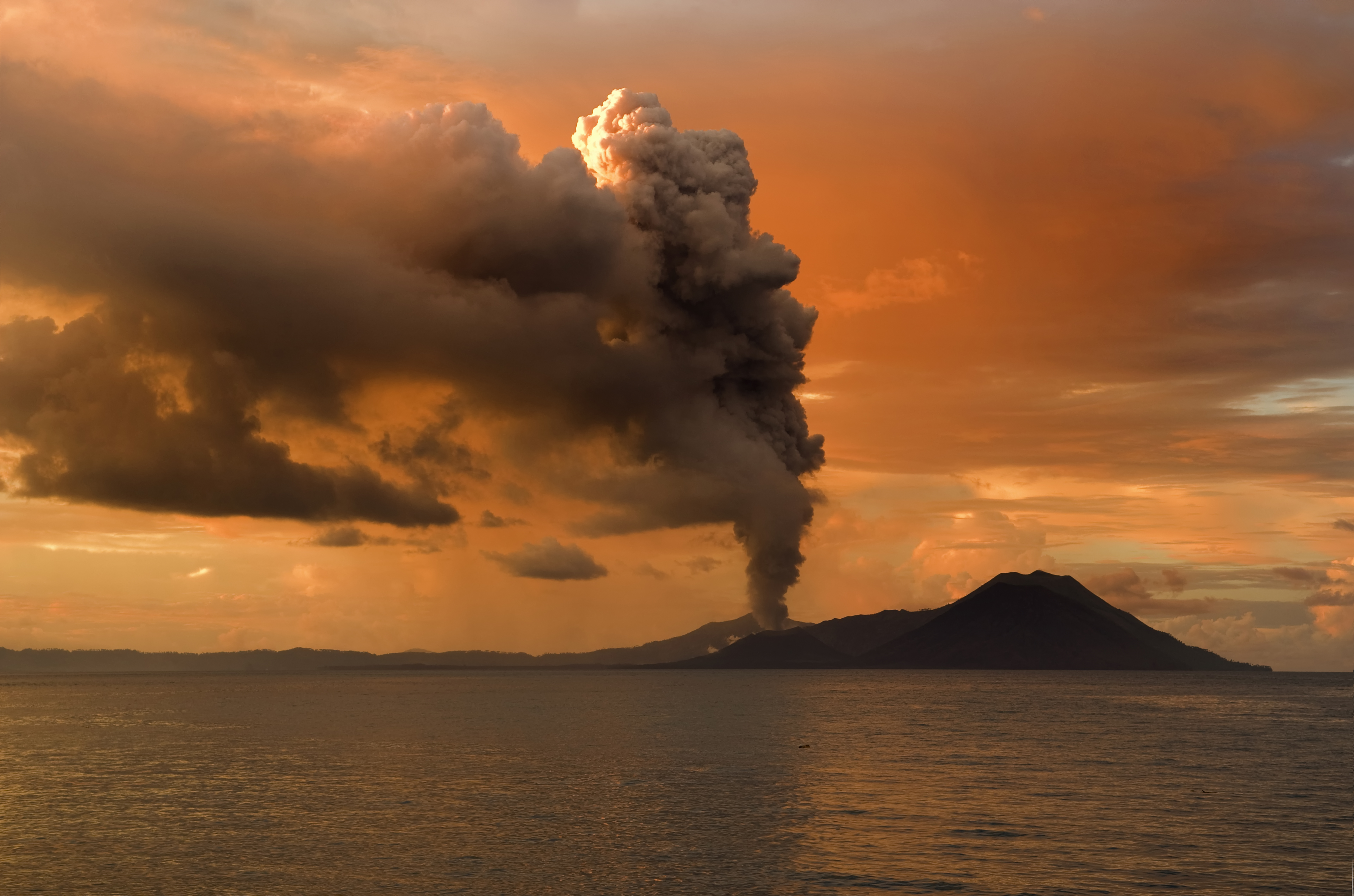
Eruzione del Tavurvur nel 2009